# Sociedad Deportiva Huesca
La Sociedad Deportiva Huesca è una squadra di calcio spagnola con sede nella città aragonese di Huesca. Milita nella Segunda Division, la seconda serie del campionato spagnolo.
Disputa le partite interne allo stadio El Alcoraz (7 638 posti).

## Storia

### Fondazione e primi anni (1910-1959)
Nel 1910 fu fondato l'Huesca Sport Club, primo rappresentante del calcio nella cittadina di Huesca, che adottò una divisa bianca con calzoncini neri. Convertitosi in Huesca Fútbol Club nel 1913, il club si affiliò alla Reale Federazione Spagnola di Calcio nel 1922 ed adottò una divisa rossa e blu, motivata dal tifo di numerosi dei suoi componenti per il Barcellona. Una delle prime partite di cui si ha notizia scritta è un derby con il Bosco FC, squadra che vinse per 5-3. Alla metà degli anni venti il club passò al professionismo e nel 1926 giocò una partita contro il Barcellona a Villa Isabel (pareggio per 2-2). La squadra si sciolse tuttavia nel 1927.
Nel 1929 il neo-costituito CD Huesca, che nel 1940 fu ridenominato Unión Deportiva Huesca, prese il suo posto. Il club sparì nuovamente nel 1956, dopo aver raggiunto nel 1951 per la prima volta la Segunda División, a causa di problemi finanziari. Lorenzo Lera fu il primo socio del club, che si affiliò alla federazione con i colori blaugrana e tifosi del Barcellona tra i soci fondatori.

### Nascita dell'attuale società e serie minori (1960-2015)
Il 29 marzo 1960 nacque l'attuale Sociedad Deportiva Huesca, che riprese i colori blaugrana delle squadre che lo avevano preceduto ed ottenne la promozione nella Segunda División B, la terza serie nazionale, nel 1977, dopo un quindicennio in Tercera División.
Riusciti ad assestarsi per alcuni anni nella nuova categoria, gli Oscenses subirono una nuova retrocessione nel 1984 e faticarono per diversi anni ad emergere dalla categoria, riuscendo a disputare solo alcuni campionati in terza serie ma venendone quasi regolarmente retrocessi dopo pochi anni. Una nuova promozione nel 2004 permise alla squadra di lasciare la quarta categoria, che da allora non ha più frequentato.
Nel 2006 il club si piazzò secondo nella Copa Federación de España dopo aver perso contro il CD Puertollano. In quella stagione evitò per un soffio una nuova retrocessione in Tercera División dopo un combattuto play-off contro il Castillo.
Nel 2006-07 l'Huesca raggiunse gli spareggi di terza serie per la promozione in Segunda División, ma perse la doppia finale contro il Córdoba. La prima storica promozione in seconda serie promozione non tardò comunque ad arrivare: fu ottenuta al termine del campionato 2007-08 di Segunda División B.
Seguirono cinque annate consecutive in Segunda División (2008-2013), record del club, caratterizzate da quattro comode salvezze. Rubén Castro, in prestito dal Deportivo La Coruña, fu un uomo chiave della squadra nel 2008-09, con 14 gol.
L'Huesca retrocesse in terza serie nel 2012-13, ma fece il suo ritorno in Segunda División già nel 2015 dopo aver vinto il campionato di terza serie e il vittorioso play-off contro l'Huracán Valencia.

### L’avventura in Liga, la retrocessione, l'immediata risalita e la nuova retrocessione (2016-2021)
Nella stagione 2016-17 il club ottenne per la prima volta l'accesso agli spareggi per la promozione nella Primera División, per poi essere battuto in semifinale dal Getafe. Al termine della stagione 2017-18, grazie alla vittoria per 2-0 contro il Lugo, l'Huesca ottenne il secondo posto e la promozione in Primera División per la prima volta nella sua storia.
Il cammino in Liga cominciò nel migliore dei modi, con una vittoria per 1-2 in casa dell'Eibar e un pareggio in casa dell'Athletic Bilbao. Dopodiché la squadra subì una pesante sconfitta per 8-2 al Camp Nou, che inaugurò una lunghissima striscia negativa, con soli 3 punti nelle successive 13 partite. Bisognò attendere il 5 gennaio 2019 (diciottesima giornata di campionato) per vedere l'Huesca vincere nuovamente, questa volta contro il Betis per 2-1 (prima storica vittoria casalinga nella Liga). Dopo aver ottenuto un buon punto in casa della Real Sociedad, l'Huesca sconfigge, con un 4-0 casalingo, il Real Valladolid, per poi trionfare nuovamente in casa del Girona per 2-0. Il 2 marzo 2019, il club ottenne la vittoria più prestigiosa della stagione, battendo per 2-1 il Siviglia siglando la rete del definitivo vantaggio al 98º minuto di gioco. Dopo una serie di risultati altalenanti, compresa la sconfitta del 31 marzo al Bernabeu con il Real Madrid che trionfó al 90º minuto per 3-2 e lo 0-0 casalingo del 13 aprile contro il Barcellona, l’Huesca tornó alla vittoria il 23 aprile battendo 2-0 l’Eibar, salendo di una posizione in classifica (la 19ª) per la prima volta in stagione da quando sprofondó all’ultimo posto. Tuttavia, la vittoria del Rayo Vallecano contro il Real Madrid del turno seguente fece cadere il club nuovamente in 20ª posizione, mentre la sconfitta del 5 maggio subita in casa contro il Valencia per 6-2 condannó l’Huesca ad un’aritmetica retrocessione avvenuta con due giornate di anticipo.
Una nuova promozione in Primera División è arrivata alla penultima giornata della stagione 2019-2020, campionato in seguito concluso al primo posto dalla squadra, alla prima vittoria del titolo di categoria. Anche in questo caso tuttavia il club oscense non è riuscito ad evitare una immediata retrocessione, maturata all'ultima giornata grazie ad una mancata vittoria contro il Valencia, che avrebbe garantito la salvezza.

## Colori e simboli

### Colori sociali
Il club ha adottato come propri colori sociali il blu ed il rosso, con pantaloncini blu fin dall'anno della sua fondazione nel 1960. La colorazione è stata ripresa da quella dei precedenti Huesca Foot-ball Club e Club Deportivo Huesca, antesignani della presente società.

### Stemma
Lo stemma della squadra è rimasto pressoché immutato dall'anno della fondazione, e si compone di uno scudo a strisce blu e rosso (i colori della squadra) con una banda trasversale bianca riportante il nome ufficiale del club ed un pallone da calcio in cuoio nella parte inferiore. Il primo quarto è occupato dalla raffigurazione dello stemma cittadino.

## Stadio
Dal 1972 l'Huesca disputa le proprie partite casalinghe allo stadio Stadio El Alcoraz. Così denominato perché costruito nelle vicinanze del campo dove nel 1096 venne combattuta la Battaglia di Alcoraz, l'impianto è stato rimodernato diverse volte nel corso degli anni, fino ad arrivare alla capienza attuale di 7.638 posti.

## Società

### Settore Giovanile
Dal 1976 l'Huesca è rappresentato a livello giovanile dalla propria società filiale, denominata Huesca B; attiva fino al 1989, è stata successivamente rifondata nel 2003 ed una seconda volta nel 2017, e parteciperà per la stagione 2020-21 al campionato di Tercera División.
La società ha negli anni attivato diverse partecipazioni con altre società del territorio, che ne hanno assunto il ruolo di squadra filiale aggiuntiva negli anni, come il Club Deportivo Teruel (dal 2018 al 2019) e la Sociedad Deportiva Ejea (dal 2019).

## Palmarès

### Competizioni nazionali
- Segunda División: 1

2019-2020
- Segunda División B: 1

2014-15
- Tercera División: 5

1967-68, 1984-85, 1989-90, 1992-93, 1993-94

## Statistiche e record
| Livello | Categoria                     | Partecipazioni | Debutto   | Ultima stagione | Totale |
| ------- | ----------------------------- | -------------- | --------- | --------------- | ------ |
| 1º      | Primera División              | 2              | 2018-2019 | 2020-2021       | 2      |
| 2º      | Segunda División              | 9              | 2008-2009 | 2019-2020       | 9      |
| 3º      | Tercera División              | 15             | 1961-1962 | 1976-1977       | 31     |
| 3º      | Segunda División B            | 16             | 1977-1978 | 2014-2015       | 31     |
| 4º      | Categoria Regional Preferente | 2              | 1960-1961 | 1973-1974       | 17     |
| 4º      | Tercera División              | 15             | 1984-1985 | 2003-2004       | 17     |

## Tifoseria

### Gemellaggi e rivalità
Il cosiddetto Derby aragonese vede tradizionalmente contrapporsi l'Huesca e il Real Saragozza. La poca distanza che divide le due località (poco più di 70 chilometri) fa sì che la sfida sia spesso simbolo della supremazia sportiva nella regione. La partita non si è tuttavia mai disputata in Primera División.

## Rosa 2024-2025
Aggiornata al 27 novembre 2024.
| N. |                   | Ruolo | Calciatore      |
| -- | ----------------- | ----- | --------------- |
| 1  | Spagna (bandiera) | P     | Juan Pérez      |
| 2  | Spagna (bandiera) | D     | Toni Abad       |
| 3  | Spagna (bandiera) | D     | Jordi Martín    |
| 4  | Spagna (bandiera) | D     | Rubén Pulido    |
| 5  | Spagna (bandiera) | D     | Miguel Loureiro |
| 6  | Spagna (bandiera) | C     | Javi Mier       |
| 7  | Spagna (bandiera) | C     | Gerard Valentín |
| 8  | Spagna (bandiera) | C     | Javi Pérez      |
| 9  | Spagna (bandiera) | A     | Sergi Enrich    |
| 10 | Spagna (bandiera) | C     | Hugo Vallejo    |
| 11 | Spagna (bandiera) | C     | Joaquín Muñoz   |

| N. |                    | Ruolo | Calciatore       |
| -- | ------------------ | ----- | ---------------- |
| 13 | Spagna (bandiera)  | P     | Dani Jiménez     |
| 14 | Spagna (bandiera)  | D     | Jorge Pulido     |
| 15 | Francia (bandiera) | D     | Jérémy Blasco    |
| 18 | Spagna (bandiera)  | D     | Diego González   |
| 19 | Camerun (bandiera) | A     | Patrick Soko     |
| 20 | Spagna (bandiera)  | D     | Ignasi Vilarrasa |
| 21 | Spagna (bandiera)  | A     | Iker Unzueta     |
| 22 | Spagna (bandiera)  | C     | Iker Kortajarena |
| 23 | Spagna (bandiera)  | C     | Óscar Sielva     |
| 27 | Spagna (bandiera)  | C     | Javi Hernández   |
| 33 | Marocco (bandiera) | A     | Ayman Arguigue   |